# 微蛛亚科
微蛛亚科（學名：Erigoninae）為皿蛛科（Linyphiidae）六個亞科之一，是當中最大的一個亞科；而皿蛛科本身亦是蜘蛛目第二大的科。如同其他皿蛛科物種，英国俗语称为“钱蛛”（money spider）的蜘蛛亦包括本亞科的物種。他們相信：假如這些“钱蛛”落到一个人身上的话，会为这个人带来钱财。
本亞科在生物分类学的準確界限目前仍然未知，但目前已描述物種的數量，已超過2,000種。

## 分類
以下為部分本亞科的屬：
- 吻額蛛屬 Aprifrontalia
- Atypena（英语：Atypena）
- 额毛蛛属 Caviphantes
- Diplocephaloides Oi, 1960[2]
- Eridantes（英语：Eridantes）
- 微蛛属（英语：Erigone (spider)） Erigone（英语：Erigone (spider)）
- Gongylidium Menge, 1868[2]
- Hylyphantes（英语：Hylyphantes）
- Mermessus（英语：Mermessus）
- Oia Wunderlich, 1973[2]
- 特迈蛛属 Tmeticus
- 平胸蛛属 Toschia

## 形態描述
一般來說，本亞科物種的體型均很細小，有些甚至只有 1 mm 至 6 mm。

## 分佈
本亞科包括超過300個不同物種，主要分佈於歐洲北部，佔當地所有蜘蛛物種約四分一；而在北美洲，有約650個物種。

## 延伸閱讀
- Miller, Jeremy: Systematics of neotropical Erigoninae (Linyphiidae)

## 外部連結
- 維基物種上的相關：微蛛亚科